# Nouveau Français
Nouveau Français – pierwszy singel promujący drugi studyjny album francuskiej piosenkarki Amel Bent – À 20 ans. Autorami tekstu są: Lionel Florence oraz Pascal Obispo.

## Lista utworów
1. Nouveau français
2. Nouveau français (Instrumental)